# Дахшлейгер, Григорий Фёдорович
Григорий Фёдорович Дахшлейгер (Григорий Фавелевич; 2 ноября 1919, Одесса — 1 августа 1983, Алма-Ата) — советский учёный-историк, доктор исторических наук (1974), профессор (1968), член-корреспондент Академии наук Казахской ССР (1972).

## Биография
Родился 2 ноября 1919 года в Одессе в семье одесского мещанина Фавеля Шлёма-Ноеховича Дахшлейгера и Миндель-Гени Пинхасовны Зигельман, заключивших брак там же 4 ноября 1918 года. В 1941 году окончил исторический факультет Одесского университета. Участник Великой Отечественной войны. Член КПСС с 1945 года.
В 1949 году окончил аспирантуру при Институте истории, археологии и этнографии АН Казахской ССР. С этим институтом связана вся его научная деятельность: младший научный сотрудник, с 1950 г.- ученый секретарь, с 1957 г. и до конца жизни — заместитель директора по научной работе.
В 1950 г. защитил кандидатскую диссертацию на тему «История строительства Турксиба», в 1966 — докторскую на тему «Социально-экономические преобразования в ауле и деревне Казахстана (1921—1929 гг.)».
С 1968 года — профессор. В 1972 г. избран членом-корреспондентом АН Казахской ССР.
Научные исследования Дахшлейгер посвятил проблемам социально-экономического преобразования сёл Казахстана в первой четверти XX века, историографии Казахстана, истории освоения целинных земель.
Скончался 1 августа 1983 года, похоронен на Центральном кладбище Алма-Аты.

## Награды
Лауреат Государственной премии Казахской ССР (1982) и премии имени Валиханова (1979). Награждён орденом Красной Звезды и медалью «За отвагу».

## Основные научные работы
- Турксиб — первенец социалистической индустриализации. — Алма-Ата: Изд-во АН Каз. ССР, 1953. — 133 с.
- Историография Советского Казахстана, — Алма-Ата, 1969.
- В. И. Ленин и проблемы казахстанской историографии. — М.: Наука, 1973. — 200 с.

## Память
Именем Г. Ф. Дахшлейгера названы учебные аудитории в КазНУ имени аль-Фараби.